# Macrotyloma
Macrotyloma es un género de plantas con flores con 31 especies perteneciente a la familia Fabaceae. Es originario de África y Macaronesia.

## Especies seleccionadas
- Macrotyloma africanum
- Macrotyloma axillare
- Macrotyloma bieense
- Macrotyloma biflorum
- Macrotyloma brevicaule
- Macrotyloma chrysanthum
- Macrotyloma ciliatum
- Macrotyloma coddii
- Macrotyloma daltonii
- Macrotyloma densiflorum
- Macrotyloma ellipticum
- Macrotyloma geocarpum
- Macrotyloma maranguense
- Macrotyloma oliganthum
- Macrotyloma rupestre
- Macrotyloma stenophyllum
- Macrotyloma stipulosum
- Macrotyloma tenuiflorum
- Macrotyloma uniflorum